# (559179) 2015 BR518
(559179) 2015 BR518 est un objet transneptunien qui serait selon Johnson en résonance 4:7 avec Neptune avec un diamètre d'environ 200 km.